# Bolesław Prus
Aleksander Głowacki (Hrubieszów, 20 de agosto de 1847-Varsovia, 19 de mayo de 1912), más conocido por su seudónimo Bolesław Prus, fue un periodista y escritor polaco, uno de los principales representantes del positivismo polaco de segunda mitad del siglo XIX.

## Trayectoria
Sus novelas más importantes son La muñeca (1890), Las emancipadas (1894) y El Faraón (1897).
Es considerado junto a Henryk Sienkiewicz, Eliza Orzeszkowa y Stefan Żeromski, el más destacado escritor del positivismo polaco y uno de los más prestigiosos en su país. La influencia de Prus la observamos en no pocos escritores del siglo XX.

## Obra publicada

### Novelas cortas y relatos
- Los problemas de la abuela (Kłopoty babuni, 1874)
- El palacio y la choza (Pałac i rudera, 1875)
- El vestido de baile (Sukienka balowa, 1876)
- La aventura de Staś (Przygoda Stasia, 1879)
- La ola que vuelve (Powracająca fala, 1880)
- Michałko (Michałko, 1880)
- Antek (Antek, 1880)
- El converso (Nawrócony, 1880)
- El organillo (Katarynka, 1880)
- El chaleco (Kamizelka, 1882)
- Él (On, 1882)
- Uno de tantos (Jeden z wielu, 1882)
- Las voces calladas (Milknące głosy, 1883)
- Pecados de la infancia (Grzechy dzieciństwa, 1883)
- De vacaciones (Na wakacjach, 1884)
- Un viejo cuento (Stara bajka, 1884)
- Przy księżycu (Bajo la luna, 1884)
- La falta (Omyłka, 1884)
- El moho del mundo (Pleśń świata, 1884)
- El telégrafo vivo (Żywy telegraf, 1884)
- Sombras (Cienie, 1885)
- De las leyendas del antiguo Egipto (Z legend dawnego Egiptu, 1888)
- El sueño (Sen, 1890)

### Novelas
- Almas cautivas (Dusze w niewoli, 1877)
- Anielka (Anielka, 1885)
- El enclave (Placówka, 1886)
- La muñeca (Lalka, 1890)
- Las emancipadas (Emancypantki, 1894)
- El Faraón (Faraón, 1897).
- Los niños (Dzieci, 1909)

## Novela histórica
La novela El Faraón, publicada en 1897, trata sobre la lucha de poder entre el joven faraón Ramsés XIII y el sumo sacerdote del templo de Amón y Ministro de Guerra Herhor, en un contexto de una merma en los ingresos del faraón que se venía dando desde siglos atrás, fuertes tensiones por las constantes sublevaciones de campesinos por los malos tratos, atrasos de pagos, tensiones entre egipcios y extranjeros (sobre todo con los fenicios), una crisis religiosa, y una posible guerra con Asiria. 

## Adaptaciones cinematográficas
- La novela El faraón fue llevada al cine por Jerzy Kawalerowicz en 1965.
- El relato El organillo fue llevado a la televisión por Stanisław Jędryka en 1967.
- La novela La muñeca fue llevada al cine por Wojciech Jerzy Has en 1968.
- El relato La aventura de Staś fue llevado al cine por Andrzej Konic en 1970.
- El relato Antek fue llevado a la televisión por Wojciech Fiwek en 1971.
- El relato El chaleco fue llevado a la televisión por Stanisław Jędryka en 1971.
- La novela El enclave fue llevada al cine por Zygmunt Skonieczny en 1979.
- Un fragmento de la novela Las emancipadas fue llevado al cine bajo el título La pensión de la señora Latter por Stanisław Różewicz en 1983.
- El relato Pecados de la infancia fue llevado al cine por Krzysztof Nowak-Tyszowiecki en 1984.

## Sobre su obra
- Olga Tokarczuk: La muñeca y la perla (Lalka i perła), 2000.

- Datos: Q144439
- Multimedia: Bolesław Prus / Q144439